# Stèle de Gibraltar
La stèle de Gibraltar est une stèle symbolisant la réunion des chemins de Compostelle (via Lemovicensis, via Turonensis et via Podiensis) entre Saint-Palais et Ostabat. Elle est située au lieu-dit Gibraltar (en basque Xibaltare) de la commune de Saint-Palais mais est sur la commune de Uhart-Mixe. Elle est proche du lieu-dit Beneditenea où convergeaient les voies,.

## Description
Il s'agit d'une stèle discoïdale déplacée du cimetière de Sorhapuru et déposée sur un socle indiquant les différents chemins jacquaires à l'intitiave des Amis du chemin de Saint-Jacques en Pyrénées-Atlantiques fondée par l'historien Clément Urrutibéhéty. Son inauguration a eu lieu le 2 août 1964 en présence du maire de Saint-Jacques-de-Compostelle.